# 屋塔房小猫
《屋塔房小貓》（韓語：옥탑방 고양이，又译《閣樓男女》），是韓國一套從网络小说改編成电视剧的作品，由MBC製播。故事講述了一對在同一間屋內“同居”的男女的故事。中国中央电视台曾在2005年寒假播出中文版，譯名為《阁楼男女》。
本作品的兩位主角鄭多彬及金來沅都因為這套電視劇而得到2003年度MBC演技大賞：鄭多彬得到“新人賞”，而金來沅得到了“最優秀賞”及“人氣賞”。

## 演員陣容
- 金来沅 饰 李庆民
- 鄭多彬 饰 蓝静恩
- 崔贞允 饰 罗惠莲
- 李贤宇 饰 刘东俊

## 其他搭配歌曲
- 台灣緯來戲劇台版本
  - 片頭曲：何以奇《別疼我》
  - 片尾曲：何以奇《圓》

## 外部連結
- 韓國MBC官方網站 （页面存档备份，存于）
- 緯來電視網官方網站（繁體中文）

| 韓國 MBC 月火劇                       | 韓國 MBC 月火劇                     | 韓國 MBC 月火劇 |
| ------------------------------------- | ----------------------------------- | --------------- |
|                                       | 屋塔房小貓 （2003.6.2 ~ 2003.7.22） |                 |
| 我的麻煩男友 （2003.4.7 ~ 2003.5.27） | 茶母 （2003.7.28 ~ 2003.9.9）       |                 |